# Араки-рю
Араки-рю (яп. 荒木流) или Араки-рю Когусоку (яп. 荒木流小具足) — древняя школа торитэ когусоку, нагинатадзюцу, бодзюцу и тодзюцу, классическое боевое искусство Японии, основанное приблизительно в 1573 году мастером по имени Араки Мудзинсай Минамото-но Хидэнава (яп. 荒木夢仁斎源秀縄).

## История
Школа Араки-рю была основана приблизительно в 1573 году мастером по имени Араки Мудзинсай Минамото-но Хидэнава. Точное происхождения мастера и род его занятий до сих пор остаётся загадкой. Известность его имени принесли заслуги на поле сражений. Мудзинсай участвовал в боях против Кореи и был награждён Тайко Хидэёси, получив титул Нихон Кайзан, что в буквальном переводе означает «открывающий горы Японии».
Методы торита-когусоку (борьба с оружием в лёгкой броне) стали центральным направлением стиля. Школа никогда не имела системы главенства, поэтому любой ученик, прошедший обучение, мог открыть собственный додзё и преподавать знания и техники данного боевого искусства. Почти все линии Араки-рю, обучающие тем же или очень схожим традициям, исходят от учителя 2-го поколения Мори Касуми. Наиболее известными являются Араки Син-рю («новая школа Араки») и Араки То-рю («школа Араки с мечом»).
Традиции и знания школы Араки-рю сохранялись во многих районах Японии, но к XX столетию большинство линий вымерло. Одно из последних ответвлений, которое пошло от Мори Касуми и которое по мнению большинства японских учёных является «центральной линией рю», представляет собой группу практикующих в деревне Исезаки в префектуре Гумма. Есть также две школы Араки-рю, расположенные в районе Исе-Заки в Японии. Эти две линии поддерживаются сыновьями Кикути Гэнкити и Судзуки Исмацу. Существует линия Сансин Араки-рю, которая является очень ограниченной школой дзюдзюцу и преподаётся в течение нескольких поколений в одной горной деревне. Помимо данных школ есть ещё несколько иных ответвлений, так или иначе впитавших в себя техники школы Араки-рю.